# Az Elfeledve epizódjainak listája
Ez a lap az Elfeledve című televíziós sorozat epizódjait listázza.
A történet középpontjában Emily Byrne (Stana Katic) FBI-ügynök áll, aki nyomtalanul eltűnik egy sorozatgyilkos üldözése közben, ezért halottnak nyilvánítják. Hat év elteltével, élve találnak rá egy erdei faházban. Részleges amnéziában szenved és fogalma sincs arról, mi történt vele az eltelt időben. Hazatér, de semmit sem talál régi életéből, szintén FBI-ügynök férje (Patrick Heusinger) újranősült, kisfia meg sem ismeri, és hamarosan újabb gyilkossági ügybe keveredik, miközben nem bízhat senkiben és korábbi kollégái is ellene fordulnak.A Sony prémium saját gyártású műsora olyan világsztárokat sorakoztat fel, mint a Castle-ből jól ismert Stana Katic, aki a főszereplő bőrébe bújik, valamint a Trónok harcából és a Harry Potterből ismert Ralph Ineson, aki Adam Radford különleges ügynököt, Emily volt partnerét alakítja. Stana Katic férjét Patrick Heusinger játssza, aki a sorozat története szerint egykori és új szerelme között vívódik, miközben a legjobbat szeretné egyetlen fiának.A pörgős thriller történetvezetése tökéletesen megtalálja az egyensúlyt a mindenre elszánt sorozatgyilkosok jelenlétének köszönhető borzongás, az önismeret megható pillanatai és a szívbemarkoló családi dráma között, új színt hozva ezzel a krimi- és akciósorozatok világába.

## Évados áttekintés
| Évad | Évad | Részek száma | Részek száma | Eredeti sugárzás     | Eredeti sugárzás   | Eredeti adó | Magyar sugárzás      | Magyar sugárzás    | Magyar adó |
| Évad | Évad | Részek száma | Részek száma | Évadbemutató         | Évadzáró           | Eredeti adó | Évadbemutató         | Évadzáró           | Magyar adó |
| ---- | ---- | ------------ | ------------ | -------------------- | ------------------ | ----------- | -------------------- | ------------------ | ---------- |
|      | 1.   | 10           | 10           | 2017. szeptember 25. | 2017. november 20. | AXN         | 2017. szeptember 26. | 2017. november 28. | AXN        |
|      | 2.   | 10           | 10           | 2019. március 26.    | 2019. május 28.    | AXN         | 2019. április 9.     | 2019. június 11.   | AXN        |
|      | 3.   | 10           | 10           | 2020. július 17.     | 2020. július 17.   | Prime Video | 2020. augusztus 28.  | 2020. november 6.  | AXN        |

## Epizódok

### Első évad (2017)
| Sor. | Év. | Cím               | Rendező     | Író                                                                     | Premier                                   | Gyártási szám |
| --- | --- | ----------------- | ----------- | ----------------------------------------------------------------------- | ----------------------------------------- | ------------- |
| 1. | 1.  | Comeback          | Oded Ruskin | Gaia Violo                                                              | 2017. szeptember 25. 2017. szeptember 26. | 101           |
| Miután évekig azt feltételezték Emiy Byrne FBI-ügynökről, hogy egy lehetséges sorozatgyilkos, Conrad Harlow áldozata lett, csodával határos módon visszatér családjához. Emilynek azonban meg kell küzdenie fogvatartásának rejtélyeivel és a ténnyel, hogy mindenki továbblépett nélküle. Emily ügyeiben kutatva, volt férje Nick Durand kapcsolatot fedez fel Emily és egy szex-kereskedő, Robert Semerov között, aki negatív érzéseket táplál Emily iránt. Amikor az FBI lenyomozza a szex-kereskedőt, a gyanú hirtelen Emilyre terelődik. Vajon Emily még mindig ugyanaz az ember, akit ők ismertek?                         |     |                   |             |                                                                         |                                           |               |
| 2. | 2.  | Reset             | Oded Ruskin | Matt Cirulnick                                                          | 2017. szeptember 25. 2017. október 3.     | 102           |
| Emily feltételezett sorozatgyilkosát, Conrad Harlow-t kiengedik a börtönből, Emily pedig azóta sem jutott közelebb a rejtély megoldásához, vagyis ahhoz, hogy ki rabolta el és tartotta őt fogságban 6 éven keresztül. Miközben Emily küszködik, hogy visszatérjen a normális kerékvágásba, egy tanú lép színre, aki tovább erősíti a gyanút Emily-vel szemben. Emily tagadja a vádakat és biztos benne, hogy a szemtanú hazudik és valaki arra kényszerítette, hogy hamis vallomást tegyen, talán éppen az FBI-tól valaki? Vajon Emily és Nick képes lesz kideríteni az igazat, mielőtt Emily-t újra elszakítják a családjától? |     |                   |             |                                                                         |                                           |               |
| 3. | 3.  | The Emily Show    | Oded Ruskin | Elaina Perpelitt                                                        | 2017. október 2. 2017. október 10.        | 103           |
| Amikor az Emily ellen valló koronatanút hirtelen meggyilkolják, minden jel arra utal, hogy a gyilkosságot Emily követte el. Miközben Tommy Gibbs és a Bostoni Rendőrkapitányság a vádat építik Emily ellen, ő és Nick azt az FBI-ügynököt keresik, aki rákényszeríthette a tanút a hazugságra. Emily-ben felmerül a gyanú, vajon ez az ügynök lehetett egyben az ő fogvatartója is? |     |                   |             |                                                                         |                                           |               |
| 4. | 4.  | Me You Him Me     | Oded Ruskin | Antoinette Stella                                                       | 2017. október 9. 2017. október 17.        | 104           |
| Az Emilyvel kapcsolatos bizonyíték túl soknak bizonyul ahhoz, hogy az FBI és a Bostoni Rendőrség ne vegyen róla tudomást – ezért azt kérik tőle, hogy adja fel magát. A káosz közepette régi érzések jönnek a felszínre Nick és Emily között. Emily úgy dönt, hogy inkább menekülőre fogja annak érdekében, hogy meg tudja oldani annak a rejtélyét, hogy ki próbálja meg tönkretenni még azt is, ami az életéből megmaradt. Látja még valaha is Emily Flynnt? Esetleg Adam Radford titkosügynök kezében van a rejtély megoldása? Meg tud még Nick valaha is bízni Emilyben?                                                     |     |                   |             |                                                                         |                                           |               |
| 5. | 5.  | Dig               | Oded Ruskin | Kate Powers                                                             | 2017. október 16. 2017. október 24.       | 105           |
| Amikor Gibbs nyomozó és Nick rátalál egy FBI-ügynökre, akit úgy tűnik, Emily gyilkolt meg, a nő utáni hajsza új szintre lép. Az Adam Radfordtól kapott nyom segítségével kell Emilynek felgöngyölítenie a szálakat, és megúszni a letartóztatást. Nick megpróbál megbékélni Alice elárulásával. Meg tudja menteni Emilyt saját magától? És egyben tudja tartani a családját? |     |                   |             |                                                                         |                                           |               |
| 6. | 6.  | Nobody's Innocent | Oded Ruskin | Matt Cirulnick                                                          | 2017. október 23. 2017. október 31.       | 106           |
| Emilynek sikerül kiszabadulnia a fogságból, ráadásul egy újabb nyomra is rábukkan a nyomozáshoz. De a nyugtalanító új bizonyítékokat látva Emily egyik szerettére kezd el gyanakodni. Sajnos ő az egyetlen személy, aki segíthet Emilynek megfejteni az ügyet. Lehet, hogy csak egy kis paranoia ez Emily részéről, vagy tényleg senki sem maradt, akihez fordulhatna? Alice keserédes híreket kap, és egy nagyon nehéz döntést kell meghoznia. |     |                   |             |                                                                         |                                           |               |
| 7. | 7.  | A & B             | Oded Ruskin | Antoinette Stella                                                       | 2017. október 30. 2017. november 7.       | 107           |
| Jack segít megmenteni Emily életét, és együtt meglepő összefüggést fedeznek fel Emily fiatalkorára vonatkozóan. Emily olyan múltbeli titkokat mond el, amelyek egy gyerekkori baráthoz, Charleshoz kötik. Eközben Tommy letartóztatja Jacket, amiért segített Emilynek. Alice felveszi a kesztyűt Nickkel szemben, és ezzel veszélybe sodorja magát és Flynnt is. |     |                   |             |                                                                         |                                           |               |
| 8. | 8.  | Brave Boy         | Oded Ruskin | Elaina Perpelitt                                                        | 2017. november 6. 2017. november 14.      | 108           |
| Alice-t és Flynnt egy titokzatos gonosztevő tartja fogságban. Nick azt gyanítja, hogy Emily elrabolta a férfi családját, és kétségbeesetten próbálja megtalálni őket. Egy minden lében kanál riporter leteszi az óvadékot Jackért, mivel minden áron exkluzív riportot szeretne készíteni vele. Emily megpróbál válaszokat kihúzni Charlesból, de kénytelen elmenekülni, amikor Nick a nyomára akad. Vajon miként viselkedik az egykori szerelmespár, amikor ismét négyszemközt találkoznak? |     |                   |             |                                                                         |                                           |               |
| 9. | 9.  | Child's Play      | Oded Ruskin | Kate Powers                                                             | 2017. november 13. 2017. november 21.     | 109           |
| Emilynek sikerül újabb információt kihúzni Charlesból, és reméli, hogy ez most már végre áttörést jelent a nyomozás során. Vajon elvezeti Flynnhez? Vajon felfedi zaklatója kilétét? Elkapja majd Tommy és Nick Emilyt, és véget vetnek végre az Emily utáni hajszának, ami szinte már az egész életüket felemésztette? |     |                   |             |                                                                         |                                           |               |
| 10. | 10. | Original Sin      | Oded Ruskin | Történet: Matthew Cirulnick and Gaia Violo Tévéjáték: Matthew Cirulnick | 2017. november 20. 2017. november 28.     | 110           |
| Tommy olyan új felfedezést tesz, amely új megvilágításba helyezi az ügyet. Emily múltja szembefordul a jelenével, amikor végül találkozik zaklatójával, és ezzel egy ijesztő macska-egér játék kezdetének lehetünk tanúi. Amikor Nick megsérül, Emilynek szembe kell néznie zaklatójával és személyiségének a múltban gyökerező titkaival, ha meg szeretné menteni azt, akit igazán szeret. Vajon visszakapja Emily az életét és a családját? Vagy örökre megváltozik az élete? |     |                   |             |                                                                         |                                           |               |

### Második évad (2019)
| Sor. | Év. | Cím        | Rendező        | Író                    | Premier                             | Gyártási szám |
| --- | --- | ---------- | -------------- | ---------------------- | ----------------------------------- | ------------- |
| 11. | 1.  | Casualties | Oded Ruskin    | Samantha Corbin-Miller | 2019. március 26. 2019. április 9.  | 201           |
| Emily Byrne azzal küszködik, hogy megértse fogságának okát és zavaros múltját. Közben egy terrorista támadás megrázza Boston szívét. Nick Durand különleges ügynököt és az FBI-t bevonják a nyomozásba. |     |            |                |                        |                                     |               |
| 12. | 2.  | Madness    | Oded Ruskin    | Brendan Kelly          | 2019. április 2. 2019. április 16.  | 202           |
| Nick a Szövetségi Épület támadóit keresi, miközben Emily a múltjából felbukkanó sötét alakkal fut össze, akinek az érkezése azzal fenyeget, hogy visszaveti Emily amúgy is törékeny felépülését. Eközben Alice a traumák feldolgozását segítő pszichológusként tér vissza a Boston Mercy kórházba, és összebarátkozik Jack Byrne-nel, aki mentőorvosként dolgozik az intézményben. A feszültség egyre fokozódik az FBI-nál, amint Nick és Julianne mindent bevet, hogy megrajzolja a Szövetségi Épület támadójának a profilját. Derek Crown különleges ügynök kezd teljesen felmorzsolódni a média és a „mindentudó” internet nyomása alatt. Amikor elkészül a terrorista profilja, egyértelműen látszik, hogy egy hiperintelligens, a harag által vezérelt és semmitől sem visszarettenő emberrel van dolguk. |     |            |                |                        |                                     |               |
| 13. | 3.  | Guilty     | Oded Ruskin    | Logan Slakter          | 2019. április 9. 2019. április 23.  | 203           |
| Emilyt teljesen felőrli a bűntudat azt követően, hogy meggyilkolnak valakit, akinek korábban nem nyújtott segítő kezet. Visszatér az FBI-hoz, hogy kinyomozza a rejtélyes gyilkosság körülményeit és más hasonló eseteket. Ismét egy sorozatgyilkost üldöz Emily? A közös munka új társával, Cal Isaac különleges ügynökkel igen nehéznek bizonyul, mivel Emilynek titokban kell tartania az üggyel kapcsolatos személyes indíttatását annak érdekében, nehogy Cal kiszimatolja az ügyhöz fűződő kapcsolatát. Eközben amint Nick és Julianne egyre közelebb kerül ahhoz, hogy felfedje a terrorista kilétét, egyre inkább attól tartanak, hogy a bűnöző a következő támadására készül – ami akár sokkal halálosabb is lehet, mint a legutolsó.                                                                 |     |            |                |                        |                                     |               |
| 14. | 4.  | Offenders  | Oded Ruskin    | Milla Bell-Hart        | 2019. április 16. 2019. április 30. | 204           |
| Az Emily és Cal vezetésével a Fentanyl fájdalomcsillapítós gyilkos után folytatott nyomozás során veszélyes és jól képzett gyanúsítottak bukkannak fel. Eközben Crown terroristák utáni hajszája eredményeképpen egy dühös, ismeretlen indítéktól vezérelt magányos elkövető kerül a célkeresztbe, akit Nicknek kell felkutatni. De a hajsza egyre veszélyesebbé válik, és végül Nick kerül a gyilkos célkeresztjébe. |     |            |                |                        |                                     |               |
| 15. | 5.  | Bolo       | Adam Sanderson | Julia Cooperman        | 2019. április 23. 2019. május 7.    | 205           |
| Miközben a Fentanyl fájdalomcsillapítós gyilkos legutóbbi áldozatának, egy híres amerikaifoci-sztár otthonát vizsgálják át, Emily fontos bizonyítékra bukkan, ami reményei szerint fel fogja fedni a gyilkos kilétét. De az otthoni problémák miatt Emily kénytelen a családjára is figyelni, ahol a megtévesztés már olyan szintet ér el, hogy Flynnel való kapcsolatát is fenyegeti. Amint Emily egyre jobban beleássa magát a Fentanylos gyilkos ügyébe, Nick egyre nagyobb veszélyben találja magát a figyelem középpontjában álló egyik rabbal kapcsolatos nyomozása során. |     |            |                |                        |                                     |               |
| 16. | 6.  | Cover      | Adam Sanderson | Samantha Corbin-Miller | 2019. április 30. 2019. május 14.   | 206           |
| Emily és Cal álnéven utazik a korrupció által fertőzött Moldovába, hogy ott leljen a Fentanylos gyilkos nyomára, akit Rex Wolfe néven azonosítottak. Hamar rájönnek, hogy Rex Wolfe megtalálásához szembe kell menniük a hadseregnek dolgozó gyanús magándetektívvel, Nightwatch-csal. Eközben Nick a kötelességtudat és a becsület között kénytelen választani, amikor olyan parancsot kap, amely ellenkezik erkölcsi normáival. Nem elég, hogy Nickkel való házassága amúgy is tele van bizonytalansággal, most még Alice-nak egy lesújtó diagnózissal is szembe kell néznie. |     |            |                |                        |                                     |               |
| 17. | 7.  | Boom       | Adam Sanderson | Brendan Kelly          | 2019. május 7. 2019. május 21.      | 207           |
| Emily és Cal még a térképről is lemegy azért, hogy Rex Wolfe nyomára bukkanjon Kelet-Moldova vad vidékein. Cal egykori katonabarátjára, Holt Thompsonra hagyatkoznak, aki beépült Moldova korrupt és erőszakos világába. Bostonba visszatérve Nick próbál fenntartani egy hazugságot, Alice pedig az életét komolyan befolyásoló, de megváltoztathatatlan döntést hoz. Tommy a végletekig is elmegy, hogy bizonyítsa Emily iránti hűségét. |     |            |                |                        |                                     |               |
| 18. | 8.  | Aggression | Kasia Adamik   | Logan Slakter          | 2019. május 17. 2019. május 28.     | 208           |
| Bostonba visszatérve Emily kénytelen megküzdeni egy másik lesújtó veszteséggel is. Fájdalma hamarosan motivációvá alakul át, amikor rájön, hogy Rex Wolfe csak a jéghegy csúcsa a Fentanyles gyilkossági ügyben. Eközben továbbra is a bűntudat és a szégyen kísérti Nicket, ezért otthon keres vigaszt, de rá kell jönnie, hogy a családja sokkal rosszabb állapotban van, mint ahogy ő azt képzelte. Nick magánélete összeomlani látszik, ő pedig kénytelen átértékelnie szerepét apaként és férjként egyaránt. Emily Callal együtt viszi tovább a Fentanyles gyilkossal kapcsolatos ügyet, de amit találnak, azt komoly lökéshullámokat indít el nem csak a nyomozást érintően, de Emily múltjában is. |     |            |                |                        |                                     |               |
| 19. | 9.  | Committed  | Kasia Adamik   | Deron M. Browne        | 2019. május 21. 2019. június 4.     | 209           |
| Emily mindent kockára tesz, hogy megtudja az igazságot a fentanilgyilkosságokról és a múltjáról. |     |            |                |                        |                                     |               |
| 20. | 10. | Accomplice | Kasia Adamik   | Deron M. Browne        | 2019. május 28. 2019. június 11.    | 210           |
| Az évad végén az érzelmek és az erőszak a tetőfokára hág. |     |            |                |                        |                                     |               |

### Harmadik évad (2020)
| Sor. | Év. | Cím                 | Rendező       | Író                              | Premier                               | Gyártási szám |
| --- | --- | ------------------- | ------------- | -------------------------------- | ------------------------------------- | ------------- |
| 21. | 1.  | Tabula Rasa         | Kasia Adamik  | Will Pascoe                      | 2020. július 17. 2020. augusztus 28.  | 301           |
| Lassan lejár Emily felfüggesztése az FBI-nál, és keményen dolgozik azon, hogy a lehető legjobb anya legyen Flynn számára. De minden a feje tetejére áll, amikor Nick egyik ügye érinti, és komoly fenyegetést jelent Emily családjára, amelyet ő kétségbeesetten próbál meg összetartani. Az ügy során Emily messze kerül Bostontól, és ez minden korábbinál nagyobb próbatételt jelent számára. Kénytelen megtanulni ismét bízni, szeretni és megtalálni a helyét a világban mindazok után, amin keresztülment. |     |                     |               |                                  |                                       |               |
| 22. | 2.  | Capta Est           | Kasia Adamik  | Karen Wyscarver & Sanford Golden | 2020. július 17. 2020. szeptember 4.  | 302           |
| A tragikus eseményeket követően Emilynek az idővel kell versenyt futnia, hogy megtalálja és megmentse Nicket egy rejtélyes besúgó, Kai segítségével. Emily kideríti, hol is tartózkodik a férfi, de közben rájön, hogy az ügy szálai sokkal messzebbre vezetnek, és meg kell küzdenie annak a lehetőségével is, hogy Nick már nem is él. |     |                     |               |                                  |                                       |               |
| 23. | 3.  | Nosce Inimicum      | Kasia Adamik  | Katrina Cabrera Ortega           | 2020. július 17. 2020. szeptember 11. | 303           |
| Nick elkábítva, és mozgásképtelen állapotban ébred egy sötét, zárt helyen. Mivel nem találták meg a holttestét, Emily nem hajlandó elfogadni, hogy Nick halott, és alkut köt, hogy visszakaphassa a férfit. Mindeközben rájön, hogy Dawkins csapdát állított nekik, és emiatt mindenki veszélyben van. |     |                     |               |                                  |                                       |               |
| 24. | 4.  | Alea Iacta Est      | Kasia Adamik  | Kristy Lowrey                    | 2020. július 17. 2020. szeptember 18. | 304           |
| Az FBI-nál ellenállást vált ki Emily követelése, hogy induljanak el megkeresni Nicket, ezért Emily egy olyan kockázatos tervvel áll elő, amellyel eljut ahhoz az emberhez, aki elvezetheti őt Nickhez. Eközben valahol Európában Nicket továbbra is elkábítva tartják, és pszichés kínzásnak vetik alá, ami előhozza belőle elnyomott érzelmeit, köztük a bűntudatot és a kétségeket is, amelyekkel FBI-ügynökként, férjként és apaként egyaránt meg kellett küzdenie.                                           |     |                     |               |                                  |                                       |               |
| 25. | 5.  | Quid Pro Quo        | Kasia Adamik  | Joanne Kelly                     | 2020. július 17. 2020. szeptember 25. | 305           |
| Emily teljesíti Dawkins kéréseit annak érdekében, hogy végre eljusson Nickhez, de közben egy ravasz tervet is előkészít. Nick bűntudata és paranoiája egyre inkább elhatalmasodik rajta, de végül sikerül felülkerekednie a lelkét kísértő belső démonokon. |     |                     |               |                                  |                                       |               |
| 26. | 6.  | In Quo Ego Vado Vos | Kasia Adamik  | Katrina Cabrera Ortega           | 2020. július 17. 2020. október 2.     | 306           |
| 27. | 7.  | Liberavit           | Greg Zglinski | Karen Wyscarver & Sanford Golden | 2020. július 17. 2020. október 9.     | 307           |
| 28. | 8.  | Veritas Aequitas    | Greg Zglinski | Will Pascoe                      | 2020. július 17. 2020. október 16.    | 308           |
| 29. | 9.  | Tenebris            | Greg Zglinski | Kristy Lowrey                    | 2020. július 17. 2020. október 30.    | 309           |
| 30. | 10. | Iterum Nata         | Greg Zglinski | Joanne Kelly & Will Pascoe       | 2020. július 17. 2020. november 6.    | 310           |